# De Valgen
De Valgen is een voormalig waterschap in de provincie Groningen.
Het schap bestond vanaf 1876 en lag in de Delfzijlster Oosterhoek ten noorden van Weiwerd, met name het industriegebied Oosterhorn, tussen het dorp en de zeedijk. In een smalle strook precies langs de dijk lag nog een apart waterschap met de naam De Putten. De polder loosde via een afsluitbare pomp (duiker) bij de Oude Til af op het (vervallen) Weiwerdermaar.
In 1913 werden De Valgen en de Putten verenigd tot één schap.
Waterstaatkundig gezien ligt het gebied sinds 2000 binnen dat van het waterschap Hunze en Aa's.

## Naam
De naam verwijst naar de valge van de wierde van Weiwerd.